# Філина (Тугулимський міський округ)
Фі́лина (рос. Филина) — присілок у складі Тугулимського міського округу Свердловської області.
Населення — 99 осіб (2010, 117 у 2002).
Національний склад станом на 2002 рік: росіяни — 90 %.